# Saint-Bonnet-de-Joux
Saint-Bonnet-de-Joux este o comună în departamentul Saône-et-Loire, Franța. În 2009 avea o populație de 799 de locuitori.

## Evoluția populației
| An        | 1975 | 1982 | 1990 | 1999 | 2006 | 2009 |
| --------- | ---- | ---- | ---- | ---- | ---- | ---- |
| Populație | 953  | 945  | 845  | 841  | 817  | 799  |